# Lijst van burgemeesters van Gent
Dit is een lijst van de burgemeesters van Gent.

## Burgemeesters (na de hervorming door Napoleon)

### Consulaat&Empire
- 1804-1808  Joseph Sébastien della Faille d'Assenede
- 1808-1808  Philippe Louis Vilain XIIII, (slechts twee maanden)
- 1808-1811  Pierre Joseph Pycke de Ten Aerde
- 1811-...   Josse vander Haeghen

### OnderVerenigd Koninkrijk der Nederlanden
- 1814-1819 Philippe de Lens
- 1819-1825 Philippe Piers de Raveschoot
- 1825-1831 Joseph van Crombrugghe, orangist-liberaal

### OnderBelgië
- 1831-1836 Joseph van Crombrugghe, onder controle van generaal Charles Niellon, (militair bevelhebber)
- 1836-1840 Jean-Baptiste Minne-Barth, orangist
- 1840-1842 Joseph van Crombrugghe, gematigd liberaal
- 1842-1853 Constant de Kerchove de Denterghem, liberaal
- 1854-1857 Judocus Delehaye, liberaal-katholiek
- 1857-1882 Charles de Kerchove de Denterghem, liberaal
- 1882-1895 Hippolyte Lippens, liberaal
- 1895-1921 Emile Braun, liberaal 
  - 1909-1911 Alfons Siffer, katholiek - waarnemend burgemeester
  - 1918 Edward Anseele sr., socialist - waarnemend burgemeester
- 1921-1946 Alfred Vander Stegen, liberaal
  - 1941-1944 Hendrik Elias, (VNV'er). Benoemd door de bezetter. Niet opgenomen in de officiële lijst van Gentse burgemeesters.
  - 1944-1946 Edward Anseele jr., socialist - waarnemend burgemeester
- 1946-1952 Emile Claeys, katholiek
- 1952-1958 Laurent Merchiers, liberaal
- 1958-1970 Emile Claeys, katholiek
- 1971-1976 Geeraard Van Den Daele, katholiek
- 1977-1982 Placide De Paepe, christendemocraat
- 1983-1988 Jacques Monsaert, christendemocraat
- 1989-1994 Gilbert Temmerman, socialist
- 1995-2006 Frank Beke, socialist
- 2007-2018 Daniël Termont, socialist
- 2019-heden Mathias De Clercq, liberaal

Brussels Hoofdstedelijk Gewest:
Anderlecht · 
Brussel

Vlaanderen:
Aalst · 
Aarschot · 
Antwerpen · 
 Asse · 
Beernem · 
Bertem · 
Blankenberge · 
Brugge · 
Damme · 
De Haan · 
De Panne · 
Deerlijk · 
Deinze · 
Eeklo · 
Evergem · 
Galmaarden · 
Geraardsbergen · 
Gent · 
Halle · 
Hasselt · 
Herent · 
Herk-de-Stad · 
Herzele · 
Heusden-Zolder · 
Houthalen-Helchteren · 
Ichtegem · 
Kaprijke · 
Knokke-Heist · 
Kortemark · 
Kortenberg · 
Kortrijk · 
Leuven · 
Lichtervelde · 
Lievegem · 
Lokeren · 
Maldegem · 
Mechelen · 
Moerbeke-Waas · 
Ninove · 
Oostende · 
Oostkamp · 
Poperinge · 
Roeselare · 
Ronse · 
Sint-Lievens-Houtem · 
Sint-Niklaas · 
Sint-Truiden · 
Temse · 
Tielt · 
Tienen · 
Tongeren · 
Torhout · 
Veurne · 
Waregem · 
Wellen · 
Wetteren · 
Wichelen · 
Zaventem · 
Zedelgem · 
Zele · 
Zonhoven · 
Zottegem

Wallonië: 
Charleroi · 
's-Gravenbrakel · 
Morlanwelz · 
Ophain-Bois-Seigneur-Isaac · 
Waver